# Servint en silenci
Servint en silenci (títol original: Serving in Silence: The Margarethe Cammermeyer Story) és un telefilm biogràfic estatunidenc dirigida per Jeff Bleckner sobre el guió de Alison Cross a partir del llibre autobiogràfic de Margarethe Cammermeyer, estrenada l'any 1995. Conta la història de Margarethe Cammermeyer. Ha estat doblada al català.

## Argument
Aquest film explica la vida de la coronel Margarethe Cammermeyer, una dona despatxada de la Guarda Nacional de Washington a causa de la seva homosexualitat (Don't ask, don't tell).

## Repartiment
- Glenn Close: Margarethe Cammermeyer
- Judy Davis: Diane
- Eric Dane: Matt
- Ryan Reynolds: Andy
- Lance Robinson: Tom
- Wendy Makkena: Mary Newcombe
- Jim Byrnes: Vet
- Susan Barnes: el capità Kern
- Jan Rubes: el pare de Margarethe

## Premis i nominacions

### Premis
- 1995:
  - Artios Awards: Millor càsting a un telefilm per Valorie Massalas
  - Premi Emmy :
    - Millor guió de telefilm on mini-sèries per Alison Cross
    - Millor actriu per Glenn Close
    - millor actriu secundària en minisèrie o telefilm per Judy Davis
- 1996:
  - GLAAD Media Awards: Millor telefilm

### Nominacions
- Globus d'or: 
  - Globus d'Or a la millor minisèrie o telefilm
  - Globus d'Or a la millor actriu en minisèrie o telefilm
- Sindicat de Guionistes (WGA): Millor guió original (format llarg)
- Sindicat d'Actors (SAG): Millor actriu (Telefilm o Minisèrie) (Close)